# FF Creative Community
Fred & Farid anciennement FF Creative Community est un groupe indépendant de communication digitale, basé à Los Angeles, New York, Paris et Shanghai
L'agence est fondée en novembre 2006 avec le soutien financier de Vincent Bolloré par Frédéric Raillard, Farid Mokart et Christophe Lambert.
Le groupe comporte deux agences intégrées (Fred & Farid New York-Shanghai-Paris, Kids Love Jetlag), une société de production Killdeath, un fonds d’investissement digital FFDIF, un média culturel digital BCKSTG, et FFK2, le groupe indépendant d’évènements connectés (après une fusion entre FF et K2).

## Historique
Fréderic Raillard et Farid Mokart débutent respectivement leur carrière en tant que commerciaux à Paris. 
Ils se rencontrent en 1996 chez Euro RSCG BETC et travaillent successivement en duo chez TBWA, BDDP/TBWA, Publicis Conseil, Leo Burnett, CLM/BBDO , ainsi que BBH et Goodby, Silverstein & Partners. En 2005 ils ouvrent Marcel sur la demande de  Maurice Lévy. Ils quittent l'agence fin 2006, et s'associent avec Christophe Lambert, ex-président de Publicis pour fonder FFL Paris (« FFL » pour « Fred Farid Lambert ») en janvier 2007,,,,. Le capital de cette structure se répartit à parts égales entre les trois actionnaires à hauteur de 70 %, les 30 % restants étant financés par l'homme d’affaires Vincent Bolloré.
En septembre 2008, Christophe Lambert quitte la société pour un projet de publidivertissement.
En 2009, le groupe, qui porte désormais le nom de Fred & Farid, revendique plus de 80 collaborateurs.
En 2012, Fred & Farid lance cinq agences, dont deux généralistes (FF Paris et Hello Sunshine) et trois digitales (Kids Love Jetlag, Furious Monkeys et Eddi&Son), et le webzine BCKSTG qui ne verra jamais le jour.
En octobre 2012, le groupe annonce l'ouverture d'une agence à Shanghai. À cette occasion, l'agence FF Paris se renomme FF Paris-Shanghai, adopte un logo franco-chinois et lance le webzine Creative China sur la créativité chinoise. En partenariat avec Havas Media, le groupe lance une agence média intégrée pilotée par Pascal Crifo : FF Media.
En 2013, Fred & Farid ouvre un fonds d'investissement (FF Digital Investment Fund) destiné à la prise de participation dans de jeunes entreprises numériques comme Melty. La même année, Eddi&Son ferme.
En 2014, FF annonce l'ouverture d'une agence à New York, une autre à Pékin, ferme Furious Monkeys et Kids Love Jetlag en mise en sommeil.
En janvier 2016 FF New York est lancé officiellement. L'agence travaille déjà pour le cognac Louis XIII, HP et le groupe de musique américain Major Lazer.

## Clients
L’agence travaille pour des marques telles que Euronews en 2008, Schweppes, 1664 en 2009, Orangina, Diesel en 2007, Wrangler en 2009, ainsi que Lagardère Active Media, Société générale. en 2011, mais aussi Kronenbourg, Bongrain, Quechua, Montblanc, Giorgio Armani, Van Cleef & Arpels, Morgan, Basic-Fit,.

## Controverses
L'agence Fred & Farid a été citée plusieurs fois au cours d'évènements qui ont enflammé la toile, et particulièrement les réseaux sociaux. Ainsi en 2011, l'agence est suspectée d'avoir acheté des followers  pour gonfler artificiellement son compte Twitter. La réponse en image  du groupe à cette accusation n'a fait que médiatiser encore plus cette affaire.
L'agence a également été accumulée de pratiques trompeuses sur Facebook pour le compte d'Orangina. En février 2012, un employé du groupe reconnaît avoir créé et utilisé de faux comptes Facebook pour générer artificiellement des conversations sur la page Facebook d'Orangina, alors client de l'agence. Face aux critiques, le groupe finit par condamner ces pratiques par un communiqué publié sur sa page Facebook le 22 février. En avril 2012, le groupe menace d'attaquer en justice le blogueur ayant mis à jour leur achat de followers quelques mois auparavant. Faisant face à une vague de protestations sur les réseaux sociaux, ce projet est finalement abandonné. Peu après, leur communication pour la même marque est remise en cause et qualifiée de vulgaire.